# Dromococcyx pavoninus
Dromococcyx pavoninus là một loài chim trong họ Cuculidae.